# China Grove (Texas)
China Grove é uma vila localizada no estado norte-americano do Texas, no Condado de Bexar.

## Demografia
Segundo o censo norte-americano de 2000, a sua população era de 1247 habitantes.
Em 2006, foi estimada uma população de 1283, um aumento de 36 (2.9%).

## Geografia
De acordo com o United States Census Bureau tem uma área de 10,7 km², dos quais 10,7 km² cobertos por terra e 0,0 km² cobertos por água.

## Localidades na vizinhança
O diagrama seguinte representa as localidades num raio de 16 km ao redor de China Grove.